# Ferdi Elmas
Ferdi Elmas (Amsterdam, 13 februari 1985) is een Nederlands-Turks voetballer die als middenvelder speelt. Hij is een zoon van een Turkse vader en Nederlandse moeder.

## Voetbalcarrière
Elmas begon op zijn vijfde met voetbal in Almere. Toen hij acht was, ging hij naar Ajax om daar tot zijn achttiende te spelen. In 2004 speelde hij één seizoen voor RKC Waalwijk, waarvoor hij in 29 wedstrijden elf goals maakte. Aan het begin van het seizoen 2005/06 ging hij naar de 1ste klasser Çaykur Rizespor waar hij in drie seizoenen 55 wedstrijden speelde en veertien goals maakte. Hij werd in het seizoen 2007/08 vijf wedstrijden verhuurd aan Ankaraspor. Aan het begin van het seizoen 2008/09 kocht Galatasaray SK hem, waar hij in een oefenwedstrijd tegen Werder Bremen zijn enige goal maakte van het seizoen. Hij kwam drie keer uit voor U21 Turkije. In de zomer van 2009 kwam hij zonder club te zitten en in januari 2010 tekende hij een contract voor een half jaar bij Karabükspor. Anderhalf jaar later vertrok hij naar Karşıyaka SK.

### Statistieken
| Seizoen | Club               | Land                  | Competitie                   | Competitie | Competitie | Beker | Beker  | Totaal | Totaal |
| Seizoen | Club               | Land                  | Competitie                   | Wed.       | Doelp.     | Wed.  | Doelp. | Wed.   | Doelp. |
| ------- | ------------------ | --------------------- | ---------------------------- | ---------- | ---------- | ----- | ------ | ------ | ------ |
| 2004/05 | RKC Waalwijk       | Vlag van Nederland    | Eredivisie                   | 9          | 0          | 0     | 0      | 9      | 0      |
| 2005/06 | Çaykur Rizespor    | Vlag van Turkije      | Süper Lig                    | 21         | 3          | 1     | 0      | 22     | 3      |
| 2006/07 | Çaykur Rizespor    | Vlag van Turkije      | Süper Lig                    | 22         | 1          | 5     | 0      | 27     | 1      |
| 2007/08 | Çaykur Rizespor    | Vlag van Turkije      | Süper Lig                    | 3          | 0          | 0     | 0      | 3      | 0      |
| 2007/08 | Ankaraspor         | Vlag van Turkije      | Süper Lig                    | 9          | 1          | 1     | 0      | 10     | 1      |
| 2008/09 | Galatasaray        | Vlag van Turkije      | Süper Lig                    | 0          | 0          | 3     | 0      | 3      | 0      |
| 2009/10 | Karabükspor        | Vlag van Turkije      | 1. Lig                       | 13         | 1          | 0     | 0      | 13     | 1      |
| 2010/11 | Karabükspor        | Vlag van Turkije      | Süper Lig                    | 11         | 1          | 1     | 0      | 12     | 1      |
| 2011/12 | Karşıyaka SK       | Vlag van Turkije      | 1. Lig                       | 8          | 0          | 0     | 0      | 8      | 0      |
| 2012/13 | FK Bakoe           | Vlag van Azerbeidzjan | Azərbaycan Birinci Divizionu | 7          | 0          | 0     | 0      | 7      | 0      |
| 2014/15 | Gaziantep FK       | Vlag van Turkije      | 1. Lig                       | 0          | 0          | 1     | 0      | 1      | 0      |
| 2015/16 | Manisa FK          | Vlag van Turkije      | 3. Lig                       | 5          | 0          | 0     | 0      | 5      | 0      |
| 2015/16 | Kastamonuspor 1966 | Vlag van Turkije      | 2. Lig                       | 8          | 1          | 0     | 0      | 8      | 1      |
| Totaal  | Totaal             | Totaal                | Totaal                       | 116        | 8          | 12    | 0      | 128    | 8      |